# Antarchaea scitula
Antarchaea scitula är en fjärilsart som beskrevs av Walker 1866. Antarchaea scitula ingår i släktet Antarchaea och familjen nattflyn. Inga underarter finns listade i Catalogue of Life.